# Erik XIV (målning av Georg von Rosen)
Erik XIV är en oljemålning av den svenske konstnären Georg von Rosen. Verket utfördes 1871 och ingår i Nationalmuseums samlingar i Stockholm. Det är en historiemålning och skildrar Karin Månsdotter, Erik XIV och den senares sekreterare Jöran Persson.